# MéxicoX

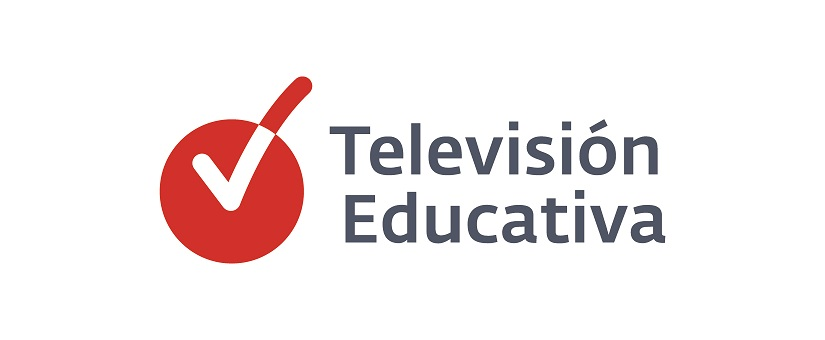

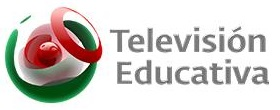

MéxicoX es una plataforma de educación en línea del gobierno mexicano que ofrece cursos en línea masivos y abiertos (MOOC, por sus siglas en inglés).

## Desarrollo
Pertenece a la Secretaría de Educación Pública de México y se lanzó el 23 de junio de 2015 por la Dirección General de Televisión Educativa, ahora Dirección General @prende.mx. En enero de 2018 contaba con más de un millón y medio de usuarios y 200 MOOC en español. Su objetivo es "contribuir a la conformación de una sociedad digital inclusiva, desarrollando en las personas las habilidades de búsqueda, selección y aplicación de información, así como de ciudadanía digital, que les permita ser competentes en el siglo actual".
Actualmente, los cursos se imparten con apoyo de diversas herramientas educativas como videos, actividades de opción múltiple, encuestas, lecturas, presentaciones digitales y foros de discusión para que los participantes los puedan cursar a ritmo propio y de manera independiente.
La oferta educativa que ofrece la plataforma aborda diversos temas como Tecnologías de la Información, Comunicación, Conocimiento y Aprendizaje Digital (TICCAD), innovación en el aula, computación, salud emocional, ciberseguridad, protección civil, emprendimiento y finanzas personales.
Asimismo, la Dirección General @prende.mx, crea cursos enfocados en el desarrollo de competencias digitales de la comunidad educativa.

## Instituciones aliadas
Desde sus inicios, MéxicoX ha colaborado con más de 100 instituciones públicas y privadas, organizaciones, fundaciones y centros de investigación para la elaboración de los cursos como la Secretaría de Hacienda y Crédito Público, Prepa en Línea-SEP, el Colegio de México, la Comisión Nacional contra las Adicciones, el Consejo Nacional para Prevenir la Discriminación, el Centro Nacional de Prevención de Desastres, la Secretaría de Agricultura y Desarrollo Rural, la Secretaría de Protección Civil de la Ciudad de México.